# Snow Globe
Snow Globe è il quindicesimo album in studio del duo britannico Erasure, pubblicato dall'etichetta discografica Mute Records l'11 novembre 2013 nel Regno Unito e il 12 novembre negli Stati Uniti d'America.
I brani dell'album sono a sfondo natalizio e comprendono canti tradizionali riscritti e arrangiati da Vince Clarke e Andy Bell.
L'album è stato pubblicato in CD, download digitale e in un box di 3 dischi contenenti gli stessi brani in altre versioni.

## Tracce
1. Bells of Love (Isabelle's of Love) – 3:59 (testo: Vince Clarke, Andy Bell)
2. Gaudete – 2:43
3. Make It Wonderful – 3:34 (testo: Clarke, Bell)
4. Sleep Quietly – 2:52 (testo: Ruth Heller)
5. Silent Night – 3:53 (testo: Joseph Mohr, Franz Xaver Gruber)
6. Loving Man – 3:23 (testo: Clarke, Bell)
7. The Christmas Song – 2:26 (testo: Mel Tormé, Robert Wells)
8. Bleak Midwinter – 4:27 (testo: Gustav Holst)
9. Blood on the Snow – 3:43 (testo: Clarke, Bell)
10. There'll Be No Tomorrow – 3:39 (testo: Clarke, Bell)
11. Midnight Clear – 3:32 (testo: Edmund Sears, Richard Storrs Willis)
12. White Christmas – 3:29 (testo: Irving Berlin)
13. Silver Bells – 3:09 (testo: Jay Livingston, Ray Evans)